# Chora plinthophora
Chora plinthophora är en fjärilsart som beskrevs av Turner 1920. Chora plinthophora ingår i släktet Chora och familjen trågspinnare. Inga underarter finns listade i Catalogue of Life.